# Кубикаш
Кубикаш је особа која се бави копањем. Он копа канале, ровове, све што се може ископати ашовом, лопатом, крампом. По потреби ископану земљу или песак превози до места утовара колицима. По потреби ископано убацује у камион, запрежна кола или друго превозно средство. Плаћен је по кубику тј. кубном метру ископане земље. Кубикаши истоварују угаљ из вагона, носе цементне џакове и раде друге тешке послове где је потребна физичка снага. Кубикаше замењују грађевинске и друге машине.